# Сплюшка гватемальська
Сплюшка гватемальська (Megascops guatemalae) — вид совоподібних птахів родини совових (Strigidae). Мешкає в Мексиці і Центральній Америці.

## Опис

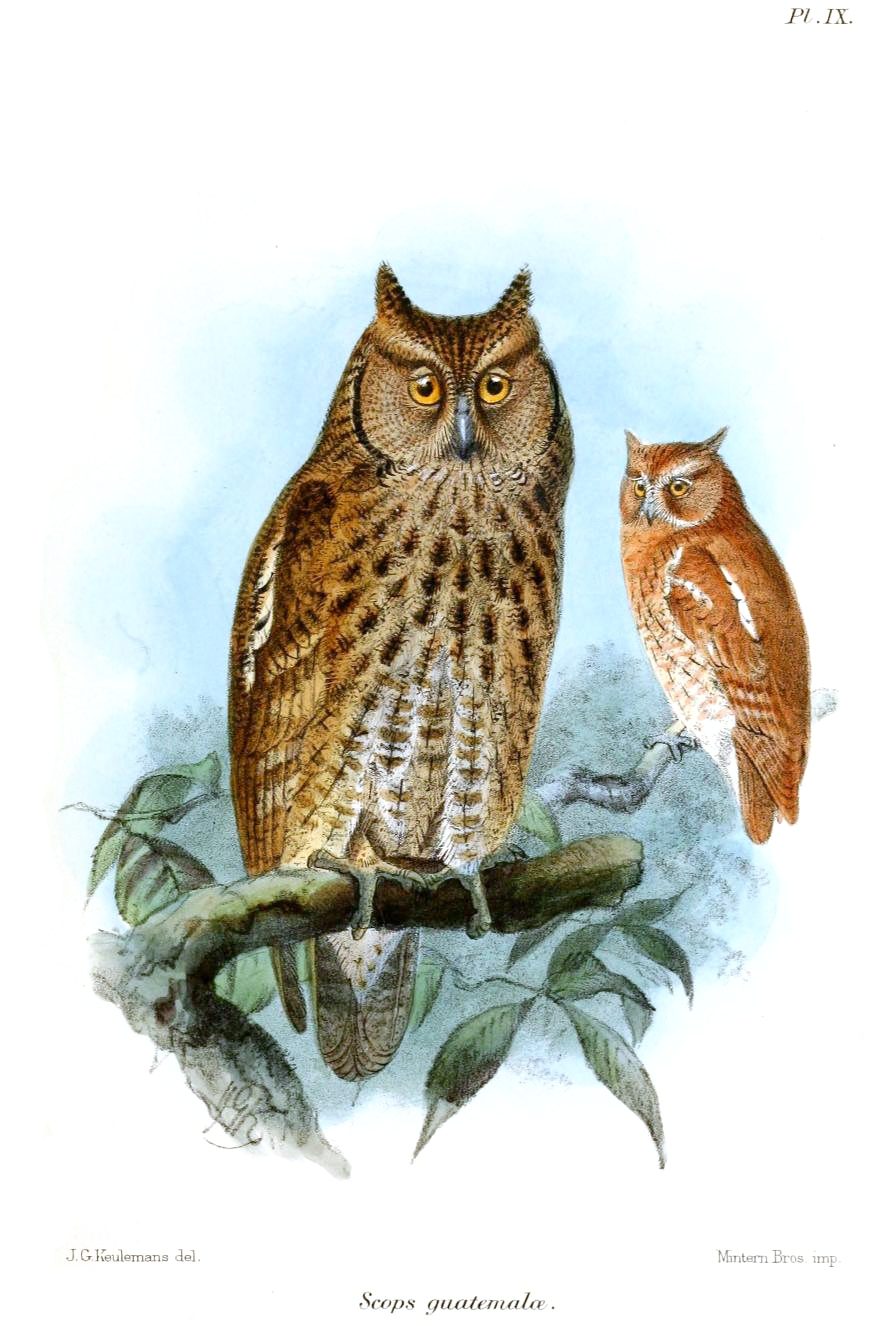
Гватемальська сплюшка

Довжина птаха становить 20-23 см, вага 95-150 г. Забарвлення існує у двох морфах — сірувато-коричневій і рудій. Верхня частина тіла темно-сіро-коричнева або рудувато-коричнева. На тімені темні плями, на спині темні смуги, у представників рудої морфи вони менш виражені. Хвіст відносно довгий, смугастий. Нижня частина тіла є світлішою за верхню, поцяткована темними поздовжніми смугами і кількома горизонтальними смугами. Лицевий диск світло-коричневий з тонкими темними краями, над очима тонкі білі "брови". На голові короткі пір'яні "вуха".  Очі жовті, дзьоб зеленувато-оливковий, лапи оперені. Представники південних підвидів мають більші розміри, ніж представники північних. Голос — швидка трель, гучність і висота якої наростає, і яка різко обривається.

## Підвиди
Виділяють п'ять підвидів:
- M. g. hastatus Ridgway, 1887 — від Сонори і Чіуауа до Сіналоа і Оахаки;
- M. g. cassini (Ridgway, 1878) — від Тамауліпаса до північного Веракруса;
- M. g. fuscus (Moore, RT & Peters, JL, 1939) — центральний Веракрус;
- M. g. guatemalae (Sharpe, 1875) — від південно-східного Веракруса і північно-східної Оахаки до Гондураса, півострів Юкатан, острів Косумель;
- M. g. dacrysistactus (Moore, RT & Peters, JL, 1939) — північ Нікарагуа.

Венесуельські, чокоанські і нагірні сполюшки раніше вважалися конспецифічними з гватемальською сплюшкою, однак були визнані окремими видами.

## Поширення і екологія
Гватемальські сплюшки мешкають в Мексиці, Гватемали, Белізі, Гондурасу і Нікарагуа. Вони живуть у вологих і сухих тропічних лісах, на узліссях і галявинах, у вторинних лісах і чагарникових заростях, на висоті до 1500 м над рівнем моря. Ведуть нічний спосіб життя, день проводять в густих кронах дерев. Живляться переважно комахами і павуками. Сезон розмноження триває з березня до червня, переважно до квітня. Гніздяться в дуплах дерев, іноді в покинутих дуплах дятлів, в кладці 2-3 білих яйця.